# ياسماني أكوستا
ياسماني أكوستا فرنانديز (من مواليد 16 يوليو 1988) هو لاعبة مصارعة تشيلي-كوبي، مصارعة يونانية رومانية يتنافس في فئة وزن 130 كيلوغرامًا. ولد في كوبا، ومثل تشيلي في المسابقات الدولية، أثناء تمثيله لكوبا حصل على الميدالية الذهبية ضمن الألعاب الأمريكية للمصارعة عام 2011 وفاز بالميدالية البرونزية ضمن دورة الألعاب الأمريكية 2015 التي أقيمت في سانتياغو، حيث انشق عن الفريق الكوبي وبقي في تشيلي. منذ أن بدأ المنافسة لصالح تشيلي في عام 2017، فاز بميداليات ذهبية في بطولة الألعاب الأمريكية للمصارعة 2024، ودورة ألعاب أمريكا الجنوبية 2018 و2022، ودورة الألعاب البوليفارية 2022. حصل على الميدالية الفضية من دورة الألعاب الأولمبية الصيفية 2024، وبطولة الألعاب الأمريكية للمصارعة لعام 2017. كما فاز بالميداليات البرونزية في بطولة العالم 2017، ودورة الألعاب الأمريكية 2019 ودورة الألعاب الأمريكية 2023. احتل المركز الخامس في دورة الألعاب الأولمبية الصيفية 2020.

## روابط خارجية
- ياسماني أكوستا في اللجنة الأولمبية الدولية
- ياسماني أكوستا في موقع أوليمبيديا